# Atafona (São João da Barra)
Atafona é um distrito do município de São João da Barra, que faz parte da Região Norte Fluminense,  faz divisa com o município de São Francisco do Itabapoana. Tem o segundo maior delta do país e também o terceiro clima medicinal do mundo. Fica a uma distância de 3 km da sede (São João da Barra).
Trata-se de uma aldeia e porto de pescadores que, nas últimas décadas, tornou-se um balneário para veranistas, provenientes sobretudo da vizinha cidade de Campos dos Goytacazes.
Atafona representa ainda o ponto em que o Rio Paraíba do Sul, que passa pelos três estados mais populosos e industriais do Brasil (São Paulo, Minas Gerais e Rio de Janeiro), encontra o Oceano Atlântico. Desde os anos 60/70, as águas do mar vêm invadindo trechos da praia mais próximos à foz do rio, engolindo casas e ruas. A praia do Pontal apresenta-se hoje como uma porção residual do que já foi uma extensa faixa de terra que se avizinhava da região da foz.
Com vida pacata durante a maior parte do ano, Atafona vê sua população crescer muito durante os meses de verão, quando diversos empreendimentos voltados ao entretenimento entram em operação e shows são promovidos na área conhecida como Balneário.
Atafona apresenta uma rede de pousadas e restaurantes, estes últimos especializados em frutos do mar. As principais áreas de lazer da localidade estão junto à restinga da praia, já na saída para a praia de Chapéu do Sol, e em frente ao rio Paraíba do Sul, que forma ilhas naturais ainda pouco desenvolvidas.

## História
A história dá notícia de um pequeno aldeamento em São João da Barra, por volta do ano de 1622. Um grupo de pescadores deixou Cabo Frio e seguiu para o local onde hoje está erguida a igreja de Nossa Senhora da Penha, em Atafona. Com pesca farta, o grupo resolveu ficar. O povoado foi fundado pelo pescador Lourenço do Espírito Santo. Oito anos depois, uma tragédia deslocaria os pescadores da região para o local onde está a igreja matriz de São João Batista, na sede do município. Foi em 1630 que ocorreu a fundação do povoado de São João Batista da Paraíba do Sul.

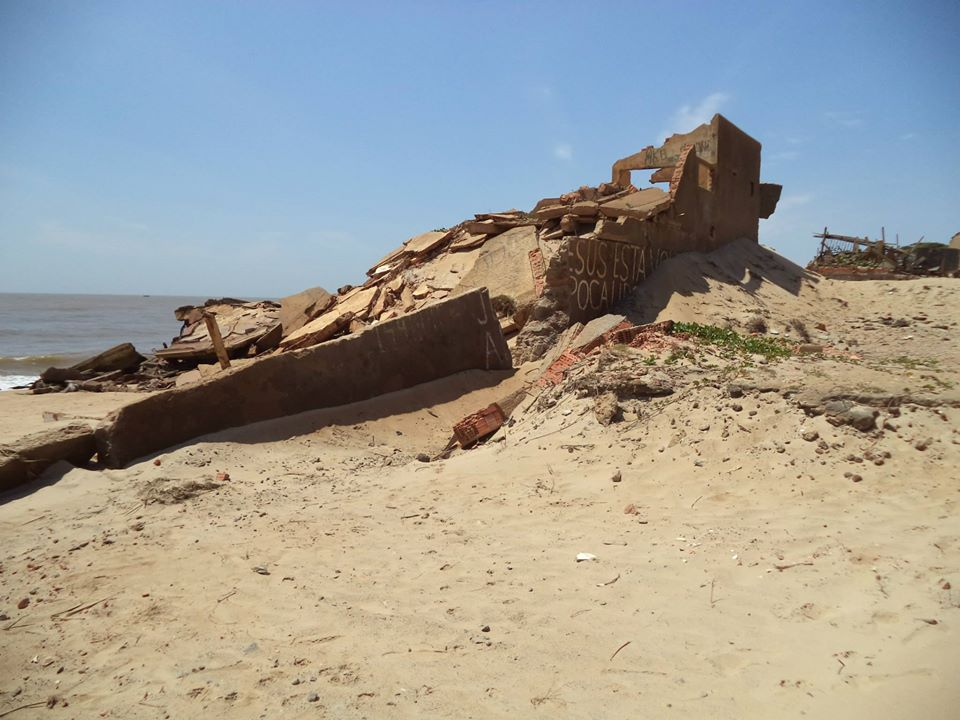
As Ruínas de Atafona, causadas por conta do avanço do mar e da areia.

## Festa de N. S da Penha e Festival Estação Gastronômica
Na festa de Nossa Senhora da Penha, uma multidão de fiéis vindos de diversas partes do país acompanham a procissão terrestre e fluvial, além de uma extensa programação de atividades religiosas, esportivas, culturais e de lazer, além de shows religiosos e nacionais. É realizada sempre na segunda segunda-feira após o Domingo de Páscoa, em Atafona. O cortejo com 21 andores ornamentados passa pelas principais ruas de Atafona. A caminhada leva em média quatro horas. É uma das maiores demonstrações de fé das regiões Norte e Noroeste Fluminense.
Em 2018, durante os festejos de Nossa Senhora da Penha, em Atafona, foi lançada a 1ª edição do Festival Estação Gastronômica, na antiga Estação Ferroviária. O evento é uma parceria da Prefeitura de São João da Barra – por meio das secretarias de Desenvolvimento Econômico e Tecnológico e de Turismo – com os mais conceituados restaurantes do município e o intuito é proporcionar o prazer de degustar as maravilhas de um cardápio gourmet especial.